# Tystnadens torn

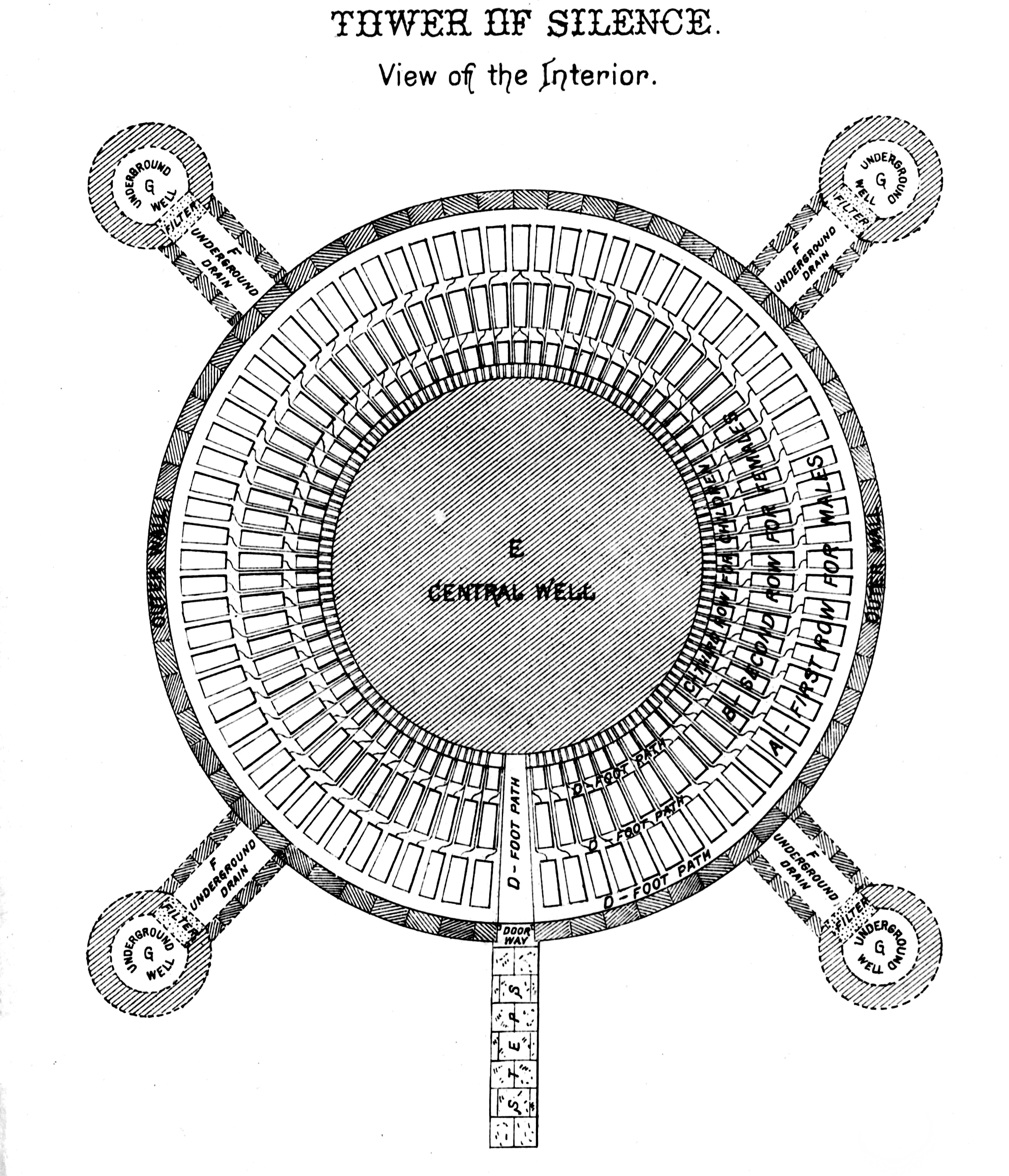
Skiss på det inre av ett tystnadens torn.

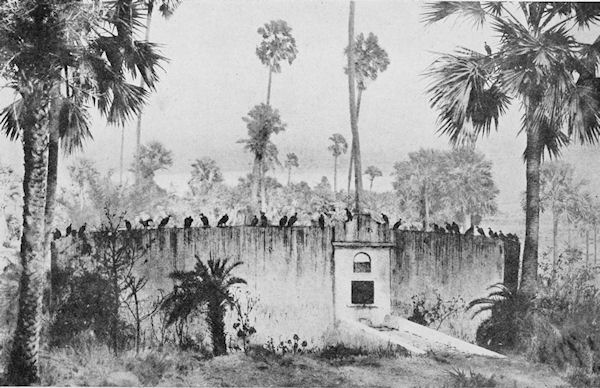
Teckning av ett tystnadens torn vid Malabar Hill, i Bombay, från tidigt 1900-tal.

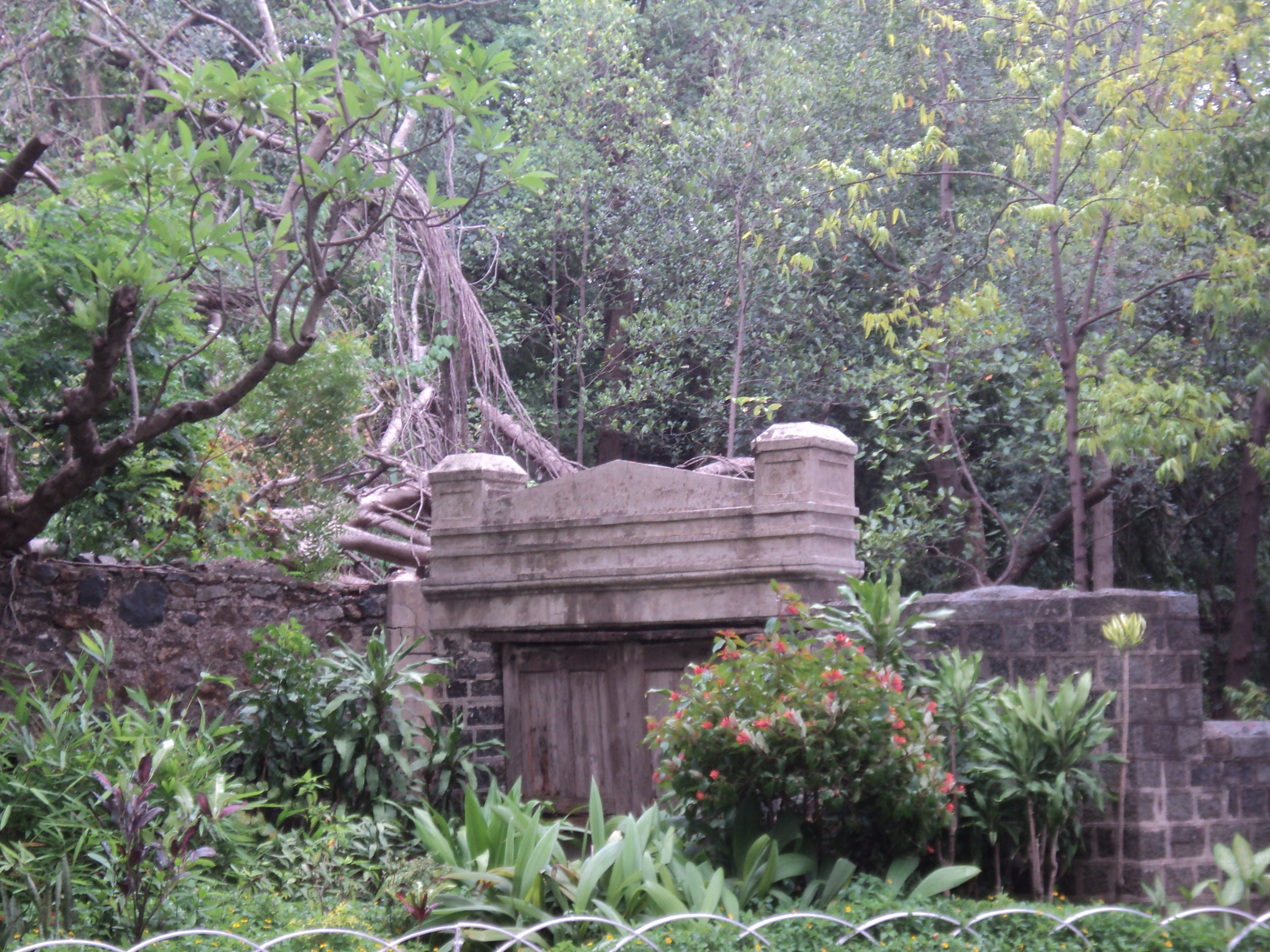
Samma tystnadens torn som på teckningen fotograferat 2012.

Tystnadens torn eller Dakhma (persiska: دخمه) och Cheel Ghar (hindi) var viloplatser inom zoroastrismen för de döda, innan de fördes till sina gravplatser. Här plockades skeletten rena av framför allt fåglar inför den slutliga vilan. Förfarandet kallas av arkeologerna för dekarnation. Tornen är cirkelrunda och i regel byggda så att de döda kropparna ska vara åtkomliga för asätande fåglar.

## Historik och etymologi
Bruket med dekarnation är hos zoroastrismen först dokumenterad i mitten av 500-talet f. Kr. i en historiebok av den grekiske historieskrivaren Herodotos, men torn från tidigt 900-tal f. Kr. har hittats. Drivkraften bakom dekarnationen har varit att undvika kontakten med elementen jord och eld, som båda har setts som heliga.
Benhus har upptäckts i både östra och västra Iran, från femte och fjärde århundradet f. Kr. Men om detta varit frågan om rituell dekarnation går inte att fastslå. Det finns andra fynd, där kropparna varit inslagna i vax. Gravarna i akemenidernas nekropoler Naqsh-e Rustam och Pasargad tyder heller inte på utsättning. Enligt legenden i den iranske nationalskalden Ferdousis verk Shahnameh (Konungaboken), fick Zarathustra själv en vanlig grav i staden Balkh (i det nutida Afghanistan).
Tornen är en senare uppfinning. En av de första litterära beskrivningarna av en sådan byggnad är från 900-talet, Minocher, eller Manushchihrs epistlar, där uttrycket är benhus användes även om denna företeelse. Från samma epok är den zoroastriska skrift på det iranska språket pahlavi som omnämner byggnaden som dakhmag. I Indien har tornen kallats doongerwadi.
Det rituella bruket verkar härröra från Sasanidernas epok, 200-600 e. Kr.
Begreppet Dakhma kommer från det fornariska språket avestiska "Daz", med substantivet "Dakhma", som betyder ungefär "att brännas av solen". Ursprungligen anspelade det på varje plats som härbärgerade döda. Det indiska uttrycket doongerwadi började användas sedan ett tystnadens torn konstruerats på en kulle med detta namn.
"Tystnadens torn" är en engelsk neologism som översättaren Robert Murphy myntade på tidigt 1800-tal. Begreppet fäste genom den engelska översättningen av ”Around the World on a Motorcycle” (1937) av ungraren Zoltan Sulkowsky, om dennes och Gyula Barthas jordens runt-färd på motorcykel, där ett indiskt torn finns beskrivet.

## Bakgrund
Inom zoroastrisk tradition anses en död kropp – tillsammans med trasigt papper, hårklipp och avklippta naglar – vara nasu, orent. Till döda kroppar ansågs  nasu.daeva, likdemoner skynda till och förorena allt som de kom I kontakt med. Därför har zoroastrismens heliga bok Avesta en särskild del, Vendidad med instruktioner om hur man skall handskas med orenhet av olika slag. Detta för att förhindra förorenandet av Zam (jordelementet) och Atar (eldelementet).

## Fördelar med tystnadens torn
Bortsett från religiösa aspekter finns flera fördelar med dekarnationen vid tystnadens torn:
Den kan ses som ekologiskt riktigt, speciellt i torra och klippiga områden, där bördig mark är ovanlig. Här kan jordfästning lättare leda till förorening av dricksvatten och jordbruksmark. Där det är svårt att gräva, blir gravarna grunda, och dekarnationen ser till att den döda kroppen snabbt tas hand om av rovfåglar, medan insekterna i jorden skulle få arbeta länge med kvarlevorna.

## Konstruktion
Moderna torn är tämligen likartade till sin konstruktion. De har nästan alltid platt tak och en yttre omslutning som är något högre än mitten. Taket är delat i tre koncentriska ringar. Männens kroppar placeras i den yttre ringen, kvinnornas i den mellersta och barnens i den inre ringen.
När benen blekts av sol och vind, vilket kan ta ett helt år, placeras kvarlevorna i ett benhus i mitten av tornet. Där får benen vittra tillsammans med kalksten. De återstående resterna får tillsammans med regnvatten sila genom sand- och kolfilter innan de hamnar i havet. Detta rituella område får beträdas enbart av särskilt utvalda nusessalars, motsvarande kistbärare.

## Tystnadens torn i nutid

### Iran
Inom iransk zoroastrisk tradition byggdes tornen på kullar eller låga berg, vanligtvis i ökenområden långt från tätbefolkade områden. Under tidigt 1900-tal gick iranska zoroastrier gradvis över till jordbegravning och kremering.
Övergången hängde samman med åtminstone tre orsaker:
1. Den medicinska fakulteten vid Dar ul-Funun inrättades på 1850-talet och
2. Den islamiska tron vann mark i området och förbjöd dekarnation. Tornen utsattes för förstörelse och inbrott.
3. Tornen hade byggts långt från städerna, men med växande befolkning hamnade tornen med tiden innanför stadsgränserna.
4. Även bland zoroastrier höjdes röster för att sluta med en ritual som många ansåg förlegad och behäftad med vidskepelse. Efter långa diskussioner inom den zoroastriska hierarkin anlades en kyrkogård 10 kilometer från Teheran vid Ghassr-e Firouzeh (ungefär Firouzehs palats). Gravarna försågs med stenar och cement för att hindra den direkta kontakten med jorden.

Ortodoxa zoroastrier fortsatte med ritualer vid tornen till på 1970-talet myndigheterna slutligen i lag förbjöd dekarnation.

### Indien

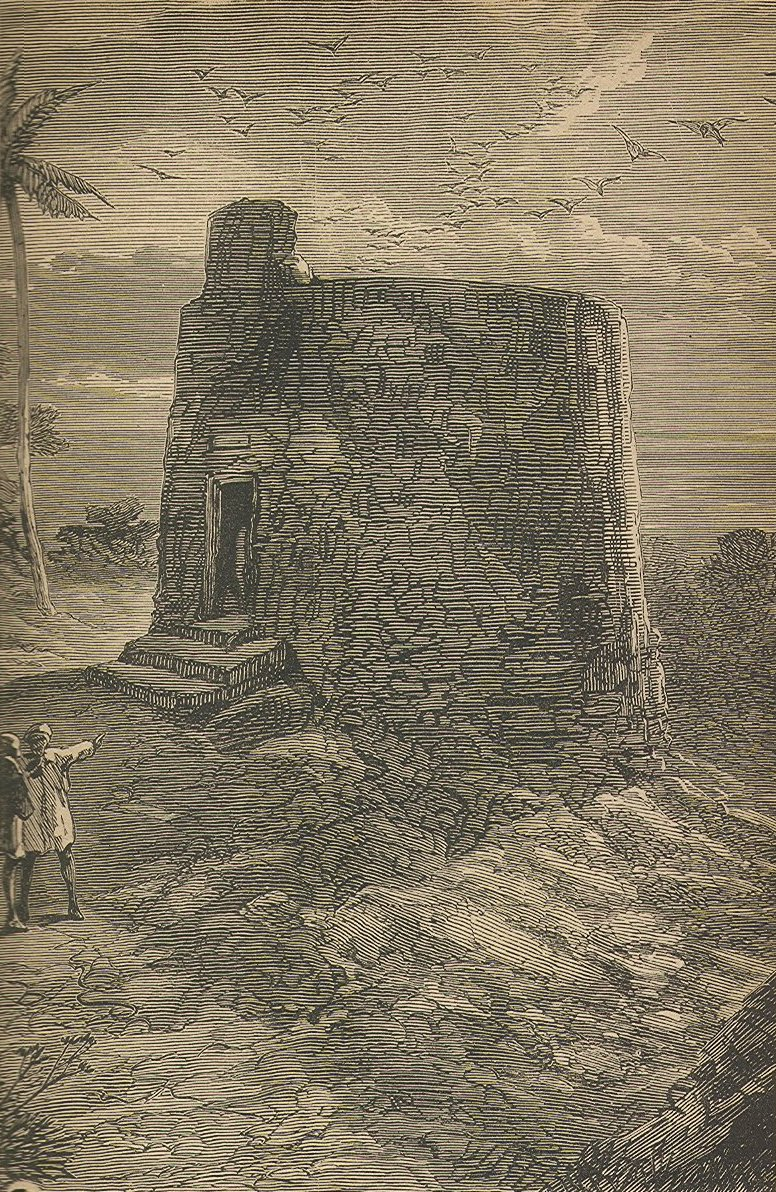
En gravyr från sent 1800-tal av ett zoroastriskt torn i Bombay.

Med den snabba tillväxten av indiska städer har de låga byggnaderna, som kännetecknar indiska tystnadens torn, införlivats i städerna, men är i regel åtskilda och undanskymda med trädgårdar och skogsdungar. I parsisk zoroastrisk tro ses dekarnationen som en sista akt av välgörenhet från den döde.
Under sent 1900-talet och början av 2000-talet minskade populationerna av rovfåglar i Indien med upp till 99,8 procent (2008), främst på grund av förgiftningar av Diklofenak sedan det smärtstillande och inflammationsdämpande medlet på 1990-talet börjat användas på boskap. Framför allt bland gamar fungerar Diklofenak som ett starkt gift, som slår ut njurarna. Diklofenak-användningen bland boskap förbjöds 2006 av den indiska regeringen. De fåtaliga rovfåglar som ännu fanns kvar kunde inte förtära tillräckligt mycket av de kroppar som erbjöds till dekarnation. Parsiska områden utreder möjligheterna att föda upp gamar i fångenskap och att koncentrera solstrålar med stora speglar för att snabba upp nedbrytningsprocessen. Tidigare tog gamarna hand om ungefär en kropp i minuten. Solfångarna har blivit en svag ersättare till detta, så alltfler övergår till jordfästning.

## Himmelsbegravningar
Även i trakter där byggnader av typen tystnadens torn inte förekommit har dekarnations-begravningar förekommit. Dessa kallas då ofta himmelsbegravningar. Framför allt i områden ovanför trädgränsen har himmelsbegravningar varit vanliga, till exempel i Himalaya-området. I Tibet förbjöds himmelsbegravningar av Kina på 1960-talet, men tilläts åter på 1980-talet.
En variant av proceduren finns beskriven i boken ”Begravda i himlen” av Peter Zuckerman och Amanda Padoan:
| ” | Under en himmelsbegravning bär buddhistiska lamor … kroppen till en ställning på en kulle. Medan de bränner rökelse och mässar mantran, hackar de sönder kroppen i bitar. De krossar benen med en sten eller hammare och slår sönder köttet till en massa som de sedan blandar med te, smör och mjölk. Dessa förberedelser drar till sig gamar och fåglarna äter upp kroppen.. | „ |